# Горячка (фильм)
«Горячка» (итал. Delirio caldo) — итальянский криминальный фильм ужасов 1972 года режиссёра Ренато Польселли.

## Сюжет
Пережившего войну во Вьетнаме Херберта постоянно мучают кошмары. Спустя несколько лет он становится весьма уважаемым сержантом полиции. Однако ужасы Вьетнама всё-таки серьёзно сказались на его психике и, порой, сержант, фактически, прекращает контролировать свои действия и целиком отдаётся желанию убивать. При этом он убивает лишь женщин, предварительно насилуя их. Подозрение его жены Марсии усиливается всё сильней и сильней и, не в силах больше скрывать свою вторую жизнь - извращённую преступную деятельность, он во всём признаётся.

## В ролях
- Мики Харгитей — Херберт Льютак
- Рита Кальдерони — Марсия Льютак
- Рауль Ловеччио — инспектор Эдвардс
- Кармен Янг — Бонита
- Криста Бэрримор — Джоакин
- Тано Симароса — Джон Лэйси

## Критика
Луис Поль в своей книге Italian Horror Film Directors характеризует фильм как «дикий, с наличием галлюцинаторного пролога, который может вызвать вопрос: Может быть, не стоило смотреть этот фильм с самого начала?».

## Версии фильма
Существует несколько различающихся между собой версий. В частности оригинальная итальянская и экспортная английская имеют весьма существенные различия. В частности в английской версии отсутствует пролог, который объясняет причины, ввиду которых главный герой начал убивать.